# 勿里達
8°06′S 112°09′E / 8.100°S 112.150°E
勿里達市是印度尼西亞南部爪哇島中部東爪哇省下轄的一個城市，距離該省首府泗水167公里，面積32.58平方公里，海拔高度126米，2007年人口132,106人，人口密度為每平方公里4,054.8人。

## 外部連結
- （印尼文） Official site （页面存档备份，存于） of Blitar City
- （印尼文） Official site （页面存档备份，存于） of Blitar Regency
- （英文） Heraldry of Blitar （页面存档备份，存于）